# Sugdidi

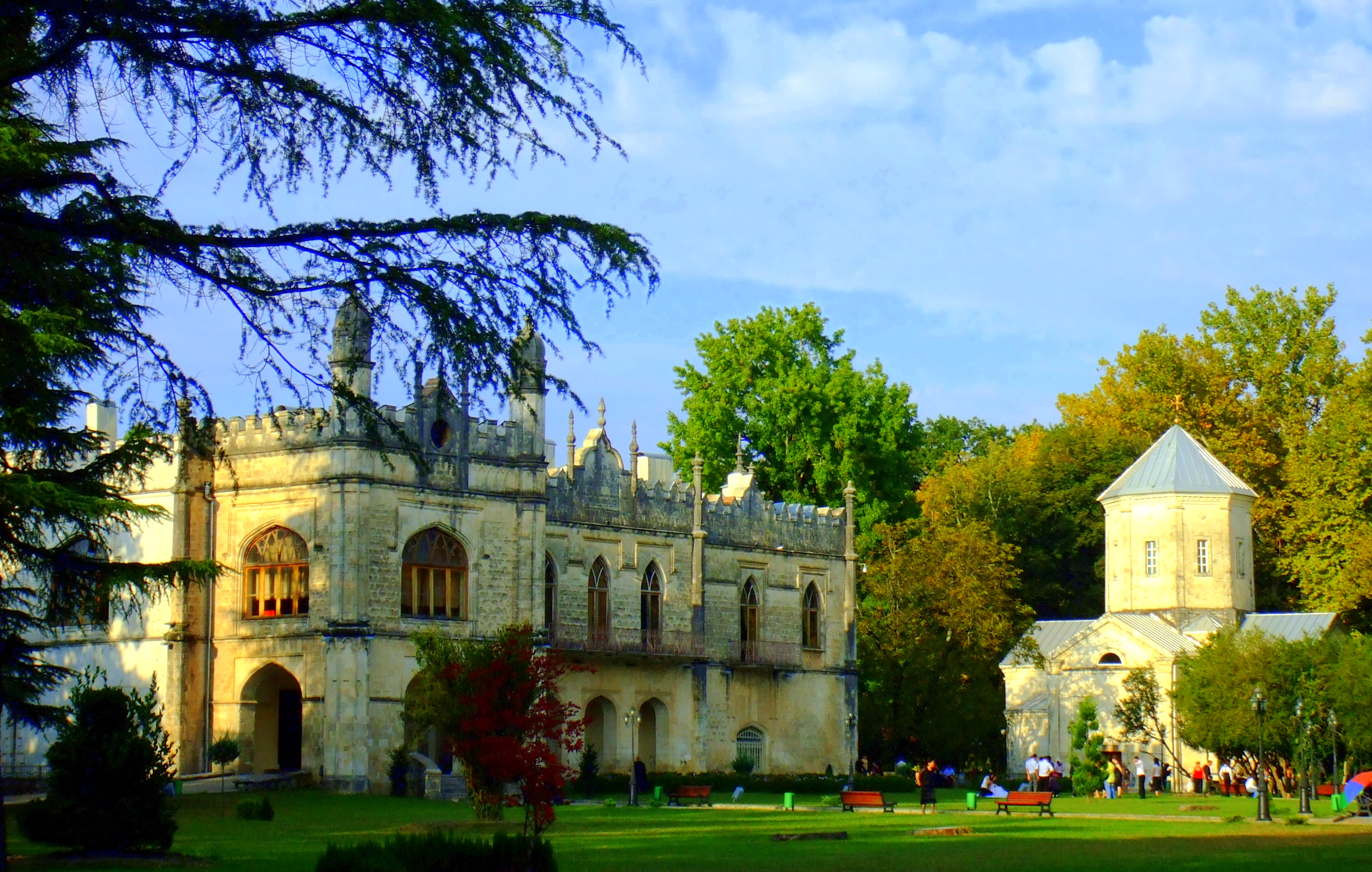
Der Dadiani-Palast in Sugdidi

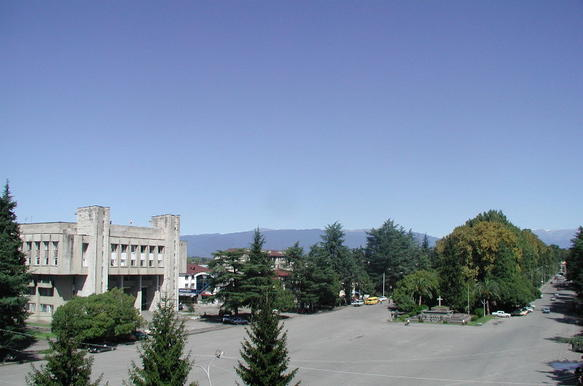
Freiheitsplatz in Sugdidi

Sugdidi (mingrelisch und georgisch ზუგდიდი) ist die Hauptstadt der Region Mingrelien und Oberswanetien im Westen Georgiens. Sie ist mit 42.998 Einwohnern (Stand 2014) die siebtgrößte Stadt Georgiens. Sugdidi liegt unweit des linken Ufers des Flusses Enguri, der dort die Grenze zu Abchasien bildet; durch die Stadt fließt der linke Nebenfluss Tschchouschi.
Der Name der Stadt entstammt entweder dem Wort Surgdidi (deutsch „großer Hügel“) oder dem Toponym Subi (Subdidi). Er wurde erstmals zu Beginn des 17. Jahrhunderts erwähnt. Sie existiert jedoch schon wesentlich länger. Zeugnis dieser Zeit ist eine Kuppelkirche aus der zweiten Hälfte des 14. Jahrhunderts.
Bis 1803 war die Stadt ein Mittelpunkt des westgeorgischen Fürstentums Mingrelien. Die Fürsten Dadiani errichteten zwischen 1860 und 1890 einen Palast mit Hofkirche und einem botanischen Garten. Bauherr war Achille Napoleon, ein Enkel von Napoleons Schwester Caroline Bonaparte, der 1868 die Tochter des letzten mingrelischen Herrschers, Salome Dadiani, heiratete. Der Palast wurde 1894 und 2000 von Feuer heimgesucht und wird gegenwärtig wiederhergestellt.
Das städtische Museum für Geschichte und Volkskunde präsentiert seit 1921 über 41.000 Gegenstände aus den Beständen des Dadiani-Palasts. Darunter sind eine Totenmaske Napoleons, ein Bild des französischen Kaisers, Waffen, Wappen, Möbel, Geschirr und Bücher. Es enthält auch das bis 1453 in der kaiserlichen Schatzkammer von Konstantinopel aufbewahrte Gewand der Jungfrau Maria. Die Reliquie hatte bis 1921 ihren Platz in einem orthodoxen Kloster nahe Sugdidi, wurde dann von der Kommunistischen Partei in den Dadiani-Palast verbracht.
In Sugdidi wurde 2005 eine moderne Herzklinik eröffnet. Die Stadt hat eine georgisch-französische Oberschule, die einen französischen Lyzeumsabschluss erlaubt.
Gut 30 Kilometer nordöstlich von Sugdidi steht bei Dschwari vor dem Eintritt des Enguri in die Kolchische Tiefebene die Enguri-Staumauer mit dem größten Wasserkraftwerk des Kaukasus, zugleich höchste Bogenstaumauer der Erde.

## Städtepartnerschaften
Sugdidi unterhält folgende Städtepartnerschaften: 
| Stadt              | Land                        |
| ------------------ | --------------------------- |
| Columbus           | Georgia, Vereinigte Staaten |
| Columbus           | Ohio, Vereinigte Staaten    |
| Dnipro , seit 2013 | Dnipropetrowsk, Ukraine     |
| Pokrowsk           | Donezk, Ukraine             |

Zu den beiden Verweisen auf Columbus existieren widersprüchliche Angaben. Auf der Homepage von Sugdidi wird das Siegel von Columbus in Ohio gezeigt, jedoch verweist die Homepage von Columbus in Georgia ihrerseits auf eine Partnerschaft zu Sugdidi.

## Söhne und Töchter der Stadt
- Andria Dadiani (1850–1910), Prinz von Mingrelien
- Michael Kedia (1902–1954), Fabrikant und Exilpolitiker
- Nona Gaprindaschwili (* 1941), Schachspielerin
- Salome Jicia (* 1986), Opernsängerin, Sopran
- Nika Kwekweskiri (* 1992), Fußballspieler
- Walerian Gwilia (* 1994), Fußballspieler

Siehe auch: Liste der Städte in Georgien